# Опеньки
Опе́ньки — село в Україні, у Козелецькій селищній громаді Чернігівського району Чернігівської області. Населення становить 75 осіб. До 2016 орган місцевого самоврядування — Білейківська сільська рада.

## Історія
12 червня 2020 року, відповідно до розпорядження Кабінету Міністрів України № 730-р «Про визначення адміністративних центрів та затвердження територій територіальних громад Чернігівської області», увійшло до складу Козелецької селищної громади.
19 липня 2020 року, в результаті адміністративно - територіальної реформи та ліквідації Козелецького району, село увійшло до складу Чернігівського району Чернігівської області.

## Населення

### Мова
Розподіл населення за рідною мовою за даними перепису 2001 року:
| Мова       | Кількість | Відсоток |
| ---------- | --------- | -------- |
| українська | 102       | 98.08%   |
| російська  | 2         | 1.92%    |
| Усього     | 104       | 100%     |